# Іванюк Петро Кіндратович
Іва́нюк Петро Кіндратович (нар. 17 липня 1932, с. Васьківчивки, Антонінський район, Хмельницька область — помер у м.Вознесенськ, Миколаївська область) — український поет.

## Життєпис
Петро Кіндратович Іванюк народився 17 липня 1932 року в багатодітній селянській сім'ї в с. Васьківчики. У вересні 1939 року втратив батька і ріс коло матері, яка не вміла ні читати, ні писати, не знала не лише букв, а й цифр, від важкої праці на бурякових полях була скалічена і стала інвалідом другої групи.
Закінчив семирічку. Здобув професію вчителя. Працював у Маріуполі, Москві, на Хмельниччині (в школі с. Зелене), на цілині Казахстану. Переїхав на Миколаївшину, де працював в Жовтневому, Веселинівському і Вознесенському районах вчителем до виходу на пенсію.
Має три дочки (Надія, Віра, Любов) та сина.
Понад сімнадцять поетичних збірок. Багато років був керівником літературно-мистецького об'єднання «Веселка», при Центральній районній бібліотеці у м. Вознесенськ.
Перший вірш Петра Кіндратовича був надрукований у 1949 р. в обласній газеті на Хмельниччині.
Книга П.Іванюка «Біблія для дітей» (скорочений переказ у віршах) одержала благословення до друку Української Православної Церкви, одержала подяку Святійшого Патріарха Київської і всієї Руси-України Філарета, рекомендована відділом освіти Вознесенської райдержадміністрації Миколаївської області як додаток до підручника «Зарубіжна література» (5 кл.).
Помер у місті Вознесенськ.